# Хронсек
Хронсек (слч. Hronsek) насељено је мјесто са административним статусом сеоске општине (слч. obec) у округу Банска Бистрица, у Банскобистричком крају, Словачка Република.

## Становништво
| Година:    | 1994. | 2004.    | 2014.   | 2024.   |
| ---------- | ----- | -------- | ------- | ------- |
| Број људи: | 532   | 606      | 661     | 662     |
| Разлика:   |       | +13,90 % | +9,07 % | +0,15 % |

| Година:    | 2023. | 2024.   |
| ---------- | ----- | ------- |
| Број људи: | 655   | 662     |
| Разлика:   |       | +1,06 % |

Према подацима о броју становника из 2011. године насеље је имало 660 становника.